# Indira Ranamagar
Indira Ranamagar (Shanischare-6 Salbara, Debniya Basti, districte de Jhapa, Nepal, 1970) és una treballadora social nepalesa, fundadora de l'organització sense ànim de lucre Prisoner's Assistance Nepal, que té cura dels fills de pares criminals que viuen a les presons.

## Orígens i trajectòria
Ranamagar va néixer en un entorn rural pobre del Nepal, en el qual no va poder assistir a l'escola a diferència dels seus germans i, en canvi, va aprendre a llegir i a escriure practicant les lletres amb un pal sobre la pols del pati. Després d'estudiar tot el que va poder dels llibres escolars dels seus germans, se li va permetre assistir a l'escola i es va graduar a l'escola local sent de les millors de la classe. Després de la seva graduació, va esdevenir professora i, finalment, es va traslladar a Katmandú. Com a jove adulta es va interessar per l'obra de Bishnu Kumari Waiba, més coneguda com a Parijat, una famosa escriptora nepalesa i activista social que, entre altres proeses, va lluitar pels drets dels presos polítics del Nepal. Ranamagar es va unir al moviment pels drets dels presos de Parijat i va conèixer bé el sistema judicial del Nepal i les pèssimes condicions de les seves presons. Després de la mort de Parijat el 1993, Ranamagar va continuar visitant presons i proporcionant queviures als presos, passant el seu focus de presos polítics a persones empobrides i desfavorides, sovint empresonades injustament per delictes menors ocasionats per la desesperació.

## Prisoners Assistance Nepal
L'any 2000, i com a resultat del seu continu treball amb presos i reconeixement de les seves lluites a través de diversos projectes socials, va fundar l'organització sense ànim de lucre Prisoner's Assistance Nepal. Aquesta entitat té per objecte donar suport i ajuda als presos, ja sigui durant la seva estada al centre penitenciari com després en el seu alliberament, així com també donar assistència als seus familiars. Des de la seva gènesi, Ranamagar va fer créixer l'organització per a cuidar més de dos mil infants rescatats de les presons, a més de proporcionar serveis als presos de més de setanta presons de tot el país. El seu continu treball també va comportar l'obertura de quatre llars d'infants, dues escoles i diversos altres projectes socials destinats a ajudar els presos i els seus fills.
En reconeixement d'aquest treball, va ser una de les tres candidatures finalistes al Premi Mundial per a la Infància 2014 i, el 22 d'octubre de 2014, va ser guardonada amb el premi honorari mundial infantil, per part de la reina Silvia de Suècia. Tres anys més tard, la BBC la va classificar com una de les 100 Women BBC durant el 2017.

## Presència en territoris de parla catalana
Ranamagar ha participat en xerrades i conferències sobre la seva trajectòria i l'entitat que presideix en indrets com ara a Barcelona a la Casa del Tibet (9 desembre 2016) o a l'Espai Jove La Fontana (27 setembre 2019), així com a Sant Joan de les Abadesses (29 setembre 2019) o Novelda pel Nepal Festival (maig 2015 i 21 setembre 2019).
L'any 2015 l'escriptor Jordi Imbert i Riera va publicar el llibre solidari, autoeditat i en català, sobre la vida de Ranamagar, titulat Indira Ranamagar: Una llum enmig de la foscor.